# 9943 Bizan
9943 Bizan este un asteroid din centura principală de asteroizi.

## Descriere
9943 Bizan este un asteroid din centura principală de asteroizi. A fost descoperit pe 29 octombrie 1989 la Tokushima de Masayuki Iwamoto și Takeshi Urata. El prezintă o orbită caracterizată de o semiaxă mare de 2,61 ua, o excentricitate de 0,16 și o înclinație de 4,9° în raport cu ecliptica.